# سید کمال‌الدین هزارجریبی
امیر کمال‌الدین حسین (درگذشتهٔ ۹۲۹ ق) فرزند سید عزالدین هزارجریبی چهارمین فرامانروا از خاندان عمادی مازندرانی است. او پس از مرگ برادرش سید رضی‌الدین قدرت را بدست گرفت و در سده ۱۰ (قمری) بر بخشی از مازندران یعنی هزارجریب فرمان راند.
امیر حسین در آغاز روابط خوبی با شاه اسماعیل صفوی داشت ولی پس از شکست شاه اسماعیل در جنگ چالدران در ۹۲۰ ق همراه با محمدزمان میرزا شده و در استرآباد فتنه انداخت. سرانجام محمدزمان میرزا کاری از پیش نبرد و به بلخ گریخت و سید حسین کمال‌الدین هم به هزارجریب بازگشت. با این رخداد شاه اسماعیل امیر حسین را از نظر عنایت انداخت و انعام و سیورغالات سادات هزارجریب را بست و هزارجریب را تیول ترکمانان قرار داد.
البته رابطهٔ کمال‌الدین‌حسین با صفویان یک بار دیگر رو به بهبودی رفت و آن هنگامی بود که درمیش‌خان (یکی از کارگزاران شاه اسماعیل) به ضبط و نسق مازندران پرداخت و پس از آن به هزارجریب آمد و با استقبال و خدمتکاری و خدمات پسندیده میرحسین‌کمال‌الدین رویارو شد. درمیش‌خان در برابر این خدمات، متکفل مهمات کمال‌الدین شد و او را با خود به تبریز نزد شاه اسماعیل برد و در صدد آن شد تا مهمات کمال‌الدین را انتظامی بخشد. ولی میرحسین‌کال‌الدین از تبریز گریخت و یکسره به هزارجریب (شاید از بیم جانش) بازگشت و در آنجا اظهار یاغی‌گری نمود. شاه اسماعیل دو تن از سردارانش یعنی زینل‌خان شاملو و اخی‌سلطان تکلو را برای گرفتن کمال‌الدین به هزارجریب فرستاد. کمال‌الدین پس از دو ماه دستگیر و کشته و سرش برای شاه اسماعیل فرستاده شد و زنان و فرزندانش را زینل‌خان شاملو همراه خویش به استرآباد که اقطاع او بود برد و ولایت هزارجریب به تیول اخی‌سلطان تکلو مقرر شد. سید کمال‌الدین حسین» که سرسلسلهٔ سادات رفیعی نجف (ریاست آستان قدس علوی) می‌باشد.

## بن مایه
1. ↑  تاریخ ایلچی

- سادات هزار جریب سلسله‌ای شیعی در شرق مازندران صفحهٔ ۲۴/ نویسنده:عمادی حائری، سید محمد / نشر مورخ
- شجره الامجاد فی التاریخ میرعماد - سید حسین بنافتی